# Peleteria versuta
Peleteria versuta är en tvåvingeart som först beskrevs av Friedrich Hermann Loew 1871.  Peleteria versuta ingår i släktet Peleteria och familjen parasitflugor. Inga underarter finns listade i Catalogue of Life.